# Burnie International 2018
Il Burnie International 2018 è  un torneo di tennis professionistico. È la 15ª edizione del torneo, facente parte della categoria Challenger 80 nell'ambito dell'ATP Challenger Tour 2018, con un montepremi di 75 000 $. È la 9ª edizione del torneo femminile, facente parte della categoria W60 nell'ambito dell'ITF Women's World Tennis Tour 2018, con un montepremi di 60 000 $. Si è giocato dal 29 gennaio al 4 febbraio 2018 sui campi in cemento del Burnie Tennis Club di Burnie, in Australia.

## Torneo maschile

### Teste di serie
| Nazionalità | Giocatore          | Ranking* | Testa di serie |
| ----------- | ------------------ | -------- | -------------- |
| Spagna      | Marcel Granollers  | 133      | 1              |
| Giappone    | Yoshihito Nishioka | 168      | 2              |
| Stati Uniti | Evan King          | 202      | 3              |
| Stati Uniti | Kevin King         | 214      | 4              |
| Francia     | Stéphane Robert    | 215      | 5              |
| Australia   | Andrew Whittington | 227      | 6              |
| Australia   | Jason Kubler       | 243      | 7              |
| Stati Uniti | Christian Harrison | 252      | 8              |

- Ranking al 15 gennaio 2018.

### Altri partecipanti
I seguenti giocatori hanno ricevuto una wild card per il tabellone principale:
- Harry Bourchier
- Blake Ellis
- Andrew Harris

I seguenti giocatori sono passati dalle qualificazioni:
- Liam Caruana
- Gerard Granollers
- Gianni Mina
- Luke Saville

I seguenti giocatori sono entrati in tabellone come lucky loser:
- Vijay Sundar Prashanth
- Kaichi Uchida

## Torneo femminile

### Teste di serie
| Nazionalità | Giocatore          | Ranking* | Testa di serie |
| ----------- | ------------------ | -------- | -------------- |
| Svizzera    | Viktorija Golubic  | 115      | 1              |
| Rep. Ceca   | Barbora Krejčíková | 128      | 2              |
| Svizzera    | Patty Schnyder     | 149      | 3              |
| Australia   | Olivia Rogowska    | 168      | 4              |
| Russia      | Irina Khromacheva  | 188      | 5              |
| Romania     | Alexandra Dulgheru | 190      | 6              |
| Australia   | Destanee Aiava     | 193      | 7              |
| Regno Unito | Katie Boulter      | 196      | 8              |

- Ranking al 15 gennaio 2018

### Altre partecipanti
Le seguenti giocatrici hanno ricevuto una wild card per il tabellone principale:
- Zoe Hives
- Olivia Tjandramulia
- Sara Tomic

Le seguenti giocatrici sono passate dalle qualificazioni:
- Jennifer Elie
- Chihiro Muramatsu
- Anastasia Pivovarova
- Wang Xiyu

La seguente giocatrice è entrata in tabellone come junior exempt:
- Marta Kostyuk

## Campioni

### Singolare maschile
Stéphane Robert ha sconfitto in finale  Daniel Altmaier con il punteggio di 6–1, 6–2.

### Singolare femminile
Marta Kostyuk ha sconfitto in finale  Viktorija Golubic con il punteggio di 6–4, 6–3.

### Doppio maschile
Gerard Granollers /  Marcel Granollers hanno sconfitto in finale  Evan King /  Max Schnur con il punteggio di 7–6(8), 6–2.

### Doppio femminile
Vania King /  Laura Robson hanno sconfitto in finale  Momoko Kobori /  Chihiro Muramatsu con il punteggio di 7–6(3), 6–1.